# Giả thuyết Polignac
Trong lý thuyết số, Giả thuyết Polignac được đề xuất bởi Alphonse de Polignac trong 1849 và được phát biểu như sau:
Cho bất kỳ số chẵn n, có vô số khoảng cách số nguyên tố kích thước n. Nói cách khác: có vô số cặp số nguyên tố có khoảng cách giữa chúng bằng với n.
Mặc dù giả thuyết chưa được chứng minh hay phản chứng cho một giá trị n cụ thể, nhưng trong 2013, đã có tiến bộ lớn trong quá trình chứng minh. Trong năm đó, Zhang Yitang đã chứng minh có vô số khoảng cách số nguyên tố có kích thước n cho một số n < 70,000,000. Trong cùng năm đó và sau Zhang, James Maynard thông báo kết quả mới chứng minh rằng có vô số khoảng cách số nguyên tố nhỏ hơn hoặc bằng với.Vào ngày 14 tháng tư năm 2014, một năm sau kết quả của Zhang, theo wiki của dự án Polymath, n đã rút gọn còn 246. Hơn nữa, nếu giả định giả thuyết Elliott–Halberstam và dạng tổng quát của nó, thì trang wiki của dự án Polymath nói rằng n sẽ rút gọn chỉ còn 12 và 6, tương ứng.
Đối với n = 2, nó là giả thuyết số nguyên tố sinh đôi. Đối với n = 4, nó là giả thuyết có vô số số nguyên tố họ hàng (p, p + 4). Đối với n = 6, nó là giả thuyết có vô số số nguyên tố sexy (p, p + 6) và không có số nguyên tố nằm giữa  p và p + 6.
Giả thuyết Dickson tổng quát hóa giả thuyết Polignac cho mọi tổ hợp tuyến tính của số nguyên tố.

## Phỏng đoán mật độ
Đặt {\displaystyle \pi _{n}(x)} cho n chẵn là số khoảng cách số nguyên tố kích thước n và nằm dưới x.
Giả thuyết Hardy–Littlewood đầu tiên phát biểu rằng mật độ tiệm cận của nó có dạng
{\displaystyle \pi _{n}(x)\sim 2C_{n}{\frac {x}{(\ln x)^{2}}}\sim 2C_{n}\int _{2}^{x}{dt \over (\ln t)^{2}}}
trong đó Cn là hàm của n, và {\displaystyle \sim } nghĩa là thương của hai biểu thức tiến dần đến 1 khi x tiến đến vô cực.
C2 là hằng số của số nguyên tố sinh đôi
{\displaystyle C_{2}=\prod _{p\geq 3}{\frac {p(p-2)}{(p-1)^{2}}}\approx 0.660161815846869573927812110014\dots }
trong đó tích này tiếp tục mở rộng trên tất các số nguyên tố p ≥ 3.
Cn là tích của C2 và một số khác dựa trên các ước nguyên tố lẻ q của n:
{\displaystyle C_{n}=C_{2}\prod _{q|n}{\frac {q-1}{q-2}}.}
Ví dụ chẳng hạn, C4 = C2  và C6 = 2C2. Số nguyên tố sinh đôi có cùng mật độ theo phỏng đoán với số nguyên tố họ hàng, và bằng một nửa của mật độ của các số nguyên tố sexy.